# Les Secrets
Pour plus de détails, voir Fiche technique et Distribution.
Les Secrets (arabe : الدّواحة soit Dowaha) est un film tunisien de Raja Amari sorti en 2009.

## Synopsis
Aïcha, Radhia et leur mère vivent à l'écart du monde, dans une maison à l'abandon dans laquelle la mère a déjà travaillé comme domestique. Leur quotidien vacille le jour où un jeune couple vient s'installer dans la maison. Les trois femmes cachent leur existence aux nouveaux venus, de peur d'attirer l'attention sur leur situation et d'être chassées. En effet, elles cachent un secret inavoué lié au lieu.

## Fiche technique
- Titre : Les Secrets
- Titre original : الدّواحة (Dowaha)
- Réalisation : Raja Amari
- Scénario : Raja Amari
- Photographie : Renato Berta
- Compositeur : Erik Rug
- Sociétés de production : Nomadis Images, Akka Films, Les Films d'ici
- Pays de production :  Tunisie,  France,  Suisse
- Société de distribution en salles : Sophie Dulac Distribution (France)
- Durée : 91 minutes (1 h 31)
- Dates de sortie : 
  - Italie : 4 septembre 2009 : première à la Mostra de Venise
  - France : 19 mai 2010
  - Tunisie : 24 octobre 2010 : Festival international de Carthage

## Distribution
- Hafsia Herzi : Aïcha
- Dhafer El Abidine : Ali
- Sondos Belhassen : Radhia
- Rim El Benna : Selma
- Wassila Dari : la mère d'Aïcha et Radhia